# Quad Flat No leads

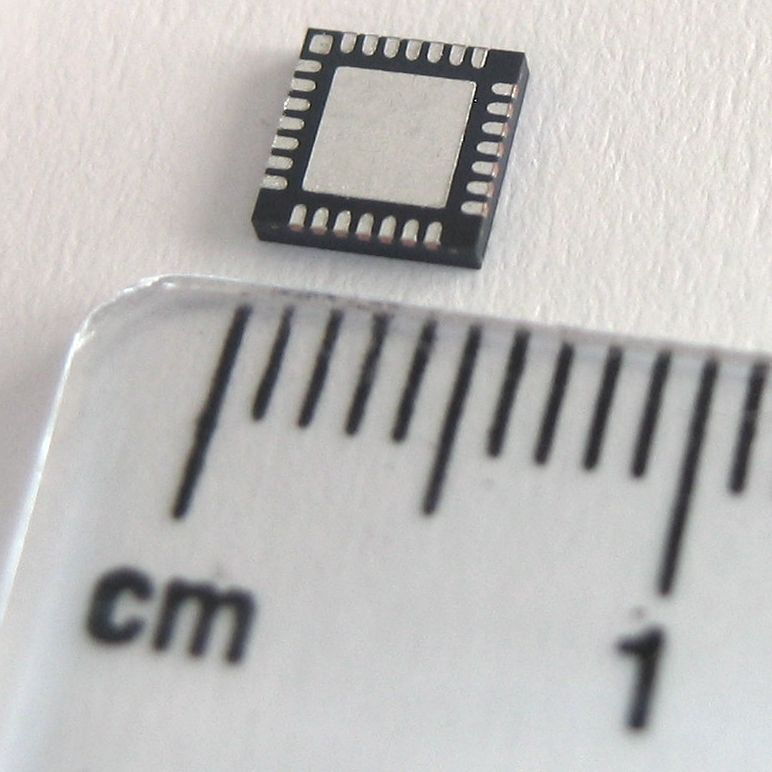
Um QFN de 28 pinos.

Um encapsulamento Quad Flat No leads (ou QFN) é um encapsulamento de circuitos integrados usado em montagem superficial de PCBs. Este tipo de encapsulamento é semelhante ao QFP, mas os terminais não se projetam dos lados do encapsulamento; em vez disso, os terminais ficam na parte inferior do componente.

## Tipos diferentes de QFNs
Existem atualmente dois tipos gerais de encapsulamentos QFN no mercado; um Air-Cavity QFN, com ar dentro do encapsulamento, e um totalmente encapsulado Plastic-Moulded QFN com um mínimo de bolhas de ar e nenhuma cavidade dentro do encapsulamento.
Cada tipo de QFN têm seu próprio uso. Devido a sua estrutura, o QFN moldado em plástico é geralmente limitado a aplicações de até ~2-3GHz. É geralmente composto de apenas duas partes, um composto plástico e um arcabouço de cobre, e não vem com tampa.
Já o Air-Cavity QFN é geralmente constituído de três partes: um arcabouço de cobre, um corpo moldado em plástico (aberto, e não vedado), e uma tampa de cerâmica ou plástico. Geralmente, é mais caro devido a sua construção, e pode ser usado para aplicações de micro-ondas de até 20-25GHz.